# Meteorus variipes
Meteorus variipes är en stekelart som beskrevs av Charles Granger 1949. Meteorus variipes ingår i släktet Meteorus och familjen bracksteklar. Inga underarter finns listade i Catalogue of Life.